# Afro Poli
Afro Poli (Pisa (Toscana), 22 de desembre, 1902 - Roma (Laci), 22 de febrer, 1988), va ser un baríton operístic italià, especialment associat amb el repertori italià.
Poli va començar els seus estudis vocals quan va ingressar a la "Società Corale Pisana" l'any 1925, on va ser deixeble de Bruno Pizzi. Va debutar escènic l'any 1927 al Teatre Verdi de Pisa, com a Germont. Després va anar a Milà per continuar els seus estudis amb Gino Neri, i més tard es va incorporar al "Teatro dell'Opera di Roma" el 1930.
Va ser un destacat baríton a La Scala de Milà de 1937 a 1955, on va cantar en un ampli repertori des de Mozart fins al verisme, incloent; Les noces de Fígaro, Così fan tutte, El barber de Sevilla, Lucia di Lammermoor, Rigoletto, Simon Boccanegra, L'amico Fritz, Manon Lescaut, La bohème, Tosca, Adriana Lecouvreur, així com versions italianes d'òperes com; Els pescadors de perles, Manon, Werther, etc.
Juntament amb la companyia La Scala, va fer aparicions com a convidat a Berlín i Munic el 1946. També va actuar a París, Londres, Madrid, Lisboa i Buenos Aires. Va ser convidat al Holland Festival i al Wexford Festival a la dècada de 1950.
També va ser molt actiu a la ràdio i televisió italiana (RAI), principalment en una producció de Madame Butterfly, el 1956, amb dos principiants aleshores desconeguts, Anna Moffo i Renato Cioni, que s'ha publicat recentment en DVD. També es pot escoltar en disc en enregistraments complets de L'elisir d'amore, Don Pasquale i Pagliacci.
Poli va gaudir d'una llarga carrera cantant fins al 1969, quan després es va dedicar a la docència, primer a Ankara i més tard a Melbourne. Va fer la seva última actuació a Adelaida, com Rodolfo a La sonnambula el 1978.

## Discografia
Enregistraments en 78 RPM. i 33 RPM.
- Augusto Rotoli – Mia sposa sarà la mia bandiera, Visione veneziana – orchestra diretta da Carlo Sabajno – Grammofono n° R-10812, matricola OM-682/II e OM-683/II, 78 RPM
- Afro Poli – Recital. Arie da Opere e romanze – Timaclub n° Tima 75, reg. 1932–1954 (fins i tot inèdit), 33 RPM

Òperes completes
- 1932 – Donizetti, Don Pasquale – Schipa, Badini, Saraceni, Poli, Callegari – Dir. Sabajno – La Voce del Padrone SQSO 53/55 e QUALP 10121 – Riversamento in microsolco – Issued in 78 RPM – N° Catalogo 78 RPM H.M.V. 10410/24. On CD: Opera d'Oro n°1224 Mono 2CD.
- 1938 – Puccini, Turandot – Merli, Cigna, Olivero, Poli, Neroni – Dir. Ghione – Cetra 2066/81 78 RPM. Riversamento in Microsolco del 1951. 33 RPM Cetra XTLP 1206/3
- 1938 – Mascagni, Cavalleria rusticana – Rasa, Meloni, Melandri, Poli, Toscani – Dir. Mascagni – Orchestra e Coro dell'Opera Italiana d'Olanda – Teatro dell'Aja, Live Rec. 7 November 1938 – In CD Bongiovanni Bologna (GB 1005-2 – AAD) e Guild (n°2241 – 2CD).
- 1938 – Puccini, La bohème – Gigli, Albanese, Menotti, Poli, Baracchi – Dir. Berrettoni – La Voce del Padrone QALP 10077/8 – Issued in 78 RPM.. N° Catalogo 78 RPM MMV.D.B. 3448/60. – Riversamento in Microsolco del 1955, HMV-EMI.
- 1942 – Verdi, Falstaff – Stabile, Poli, Nessi, Donaggio – Dir. Erede – Orchestra del Teatro alla Scala di Milano – Telefunken GX-61009, Matrice M.DO-26637/38, 1942.
- 1950 – Donizetti – Don Pasquale – Corena, Poli, Lazzari, Gatta – Dir. Armando La Rosa Parodi – Coro e Orchestra della Scala di Milano – 2LP URLP 228 Urania.
- 1951 – Rossini, Il signor Bruschino – Bruscantini, Poli, Soley, Noni, Dalamangas – Dir. Giulini – Orchestra e Coro della RAI di Milano – Mono, (Milano, 9/24 September 1951) – In CD: Gop n°66329 DDD, Melodram n°50046 ADD e Walhall E.Series ADD.
- 1951 – Mascagni, L'amico Fritz – Rina Gigli, Beniamino Gigli, Poli, Pirazzini – Dir. Gavazzeni – Orchestra e Coro del Teatro S.Carlo di Napoli – In CD Archipel n. 19 2CD AAD.
- 1951 – Donizetti, Don Pasquale – Corena, Poli, La Gatta, Lazzari – Dir. La Rosa Parodi – Orchestra e Coro della Scala di Milano – Urania URLP 228 (2-CD Set).
- 1952 – Donizetti, L'elisir d'amore – Valletti, Noni, Bruscantini, Poli – Dir. Gavazzeni – orchestra e Coro della RAI di Roma – Cetra LPC 1235 – Ristampa Cetra L.P.S. 3235 del 1968. Ristampa on CD Fonit-Cetra Records, 2CD.
- 1952 – Scarlatti, Il trionfo dell'onore – Berdini, Pini, Poli, Borriello, Zerbini, Zareska – Dir. Giulini – Orchestra della RAI di Milano – Cetra LPC 1223. In CD: Urania n. 277 1CD (2005).
- 1952 – Massenet, Manon – Carteri, Prandelli, Clabassi, Poli – Dir. Gui – orchestra e Coro della RAI di Milano – In CD Gop n. 66323 2CD.
- 1953 – Leoncavallo, Pagliacci – Del Monaco, Petrella, Protti – Dir. Erede – Orchestra e Coro di S. Cecilia – Decca LXT 2845/46 – Issued in 33 RPM – Ristampa in CD Mono Urania (2006) e Gop (2005).
- 1956 – Malipiero, Giulio Cesare – Bertocci, Colzani, Barbesi, Mazzini, Capecchi, Cattelani, Angioletti, Mercuriali, Poli, Meletti – Dir. Sanzogno – Orchestra e Coro della RAI di Milano – Live – 8 July 1956 – In CD Gop ADD – 2CD.
- 1956 – Puccini, Madame Butterfly – Anna Moffo, Renato Cioni, Poli, Truccato Pace – Dir. Oliviero De Fabritiis – Orchestra e Coro della RAI di Milano – In CD Gop ADD – 2CD (See Video).
- 1957 – Puccini, Turandot – Filippeschi, Noli, Poli, Catania – Dir. V.Bellezza – Coro e Orchestra del Teatro S.Carlo di Napoli – Live, 27 July 1957 Arena Flegrea di Napoli.
- 1961 – Mascagni, Le Maschere – De Muro Lomanto, Cassinelli, Berdini, Tedesco, Poli, Rizzieri, Broggini, Ferrari, Malaspina, Borgioli, Taccani – Dir. Bartoletti – Orchestra e Coro del Teatro Verdi di Trieste – Live – In CD Gala n°731 – 2CD – AAD
- 1961 – Mascagni, Il Piccolo Marat – Rossi-Lemeni, Zeani, Borsò, Rota, Poli – Pizzi (M° del Coro) – Dir. O.De Fabritiis – Live, 26 October 1961 Livorno La Gran Guardia – FONE' 88 F 17–37 (2 CD)
- 1962 – Mascagni, Il Piccolo Marat – Rossi-Lemeni, Zeani, Gismondo, Fioravanti, Poli – Pizzi (M° del Coro) – Dir. O. Ziino – Live, San Remo 20 January 1962 – FONIT CETRA CDON 47 (2 CD).

## Filmografia
| Any  | Film                   | Director         |
| ---- | ---------------------- | ---------------- |
| 1956 | Mi permette babbo?     | Mario Bonnard    |
| 1958 | the labors of hercules | Pietro Francisci |
| 1963 | La cieca di Sorrento   | Nick Nostro      |

## Òperes al cinema
- 1946 - Donizetti, Lucia di Lammermoor – Mario Filippeschi, Nelly Corradi, Afro Poli, L. Di Lelio, – Pel·lícula en blanc i negre dirigida per P. Ballerini.
- 1948 – Rossini, La Ventafocs – Lori Randi (Angelina, cantada per la mezzosoprano Fedora Barbieri) – Gino Del Signore (Don Ramiro) – Afro Poli (Dandini) – Vito De Taranto (Don Magnifico) – Franca Tamantini (Tisbe, cantada per Fernanda Cadoni Azzolini) – Orquestra i cor del Teatro dell'Opera di Roma dirigida per Oliviero De Fabritiis – dirigida per Fernando Cerchio.
- 1948 - Leoncavallo, I Pagliacci – Afro Poli (Canio, cantat per Galliano Masini), Gina Lollobrigida, Tito Gobbi (amb la disfressa de Tonio i Silvio) - pel·lícula en blanc i negre - dirigida per Mario Costa
- 1953 - Verdi, Aïda – Sofia Loren (cantada per Renata Tebaldi), Afro Poli (cantada per Gino Bechi) – La pel·lícula en blanc i negre es va pintar l'any 2005. VHS (blanc i negre) i DVD (color)
- 1956 – Puccini, Madame Butterfly – Anna Moffo, Renato Cioni, Afro Poli – Dirigida per Oliviero De Fabritiis – Orquestra i cor de la RAI de Milà – blanc i negre – DVD Video Artists Int'l, 4284.
- 1956 – Puccini, Tosca – Franco Corelli, Franca Duval, Afro Poli (Baró Scarpia, cantat per Giangiacomo Guelfi). Dirigida per Oliviero De Fabritiis – dirigida per Carmine Gallone.
- 1967 – Verdi, La Traviata – Anna Moffo, Franco Bonisolli, Afro Poli (cantat per Gino Bechi) – dirigida per Mario Lanfranchi – Itàlia, 1967 – Durada aprox. . 90 minuts